# Traitement massivement parallèle
Une proposition de fusion est en cours entre Traitement massivement parallèle et Réseau de processeurs massivement parallèles.
En informatique, le traitement massivement parallèle (en anglais, massively parallel processing ou massively parallel computing) est l'utilisation d'un grand nombre de processeurs (ou d'ordinateurs distincts) pour effectuer un ensemble de calculs coordonnés en parallèle (c'est-à-dire simultanément).

## Implantations
Différentes approches ont été utilisées pour implanter le traitement massivement parallèle.

### Grille informatique(Grid computing)
Dans cette approche, la puissance de calcul d'un grand nombre d'ordinateurs distribués est utilisée de façon opportuniste chaque fois qu'un ordinateur est disponible. La plateforme Berkeley Open Infrastructure for Network Computing (BOINC) est un exemple de cette implantation. Il s'agit d'une grille informatique basée sur le volontariat où chaque ordinateur fournit de la puissance de calcul selon ses disponibilités.

### Grappe de serveurs(computer cluster)
Cette approche utilise un grand nombre de processeurs situés à proximité l'un de l'autre. Dans un tel système centralisé, la vitesse et la flexibilité de l'interconnexion des processeurs sont très importantes. Les superordinateurs modernes utilisent différents types d'interconnexion allant de systèmes InfiniBand améliorés à des topologies de réseau de type Torus interconnect (en) à plusieurs dimensions.

### Réseau de processeurs massivement parallèles(Massively parallel processor array)
Cette approche utilise un type de circuit intégré contenant des centaines ou de milliers processeurs et de mémoires vives. Les processeurs s'échangent des données à travers des interconnexions reconfigurables. En tirant parti du parallélisme, un circuit de ce type peut accomplir plus de travail qu'un circuit conventionnel.

## Source de la traduction
- (en) Cet article est partiellement ou en totalité issu de l’article de Wikipédia en anglais intitulé « Massively parallel (computing) » (voir la liste des auteurs).